# Calamotropha malgasella
Calamotropha malgasella là một loài bướm đêm trong họ Crambidae.